# West Coast, Nya Zeeland
West Coast är den av regionerna på Nya Zeeland som anses vara mest otillgänglig och glest befolkad. Regionen ligger på Sydöns västkust och är uppdelad i tre distrikt, Buller, Grey och Westland.

## Geografi
Regionen West Coast sträcker sig 600 km utmed Sydöns västkust, från Kahurangi Point i norr till Awarua Point i söder. I väster stoppas landet av Tasmanhavet och i öster reser sig Sydalperna. Terrängen är mestadels kuperad och ojämn, men vid kusten finns områden med slätter på vilka merparten av befolkningen är bosatt. 
På grund av de dominerande vindarna från nordväst och sydalpernas placering faller det stora mängder regn över regionen. Detta får också till följd att den andra sidan av sydalperna hamnar i så kallad regnskugga och får ett mycket torrt klimat. 

## Demografi
| Befolkningsutvecklingen i West Coast 1991–2018 | Befolkningsutvecklingen i West Coast 1991–2018 | Befolkningsutvecklingen i West Coast 1991–2018 | Befolkningsutvecklingen i West Coast 1991–2018 | Befolkningsutvecklingen i West Coast 1991–2018 |
| ---------------------------------------------- | ---------------------------------------------- | ---------------------------------------------- | ---------------------------------------------- | ---------------------------------------------- |
|                                                |                                                |                                                |                                                |                                                |
| År                                             |                                                |                                                | Folkmängd                                      |                                                |
| 1991                                           | 1991                                           |                                                | 31 563                                         |                                                |
| 1996                                           | 1996                                           |                                                | 32 511                                         |                                                |
| 2001                                           | 2001                                           |                                                | 30 303                                         |                                                |
| 2006                                           | 2006                                           |                                                | 31 326                                         |                                                |
| 2013                                           | 2013                                           |                                                | 32 148                                         |                                                |
| 2018                                           | 2018                                           |                                                | 31 575                                         |                                                |
|                                                |                                                |                                                |                                                |                                                |